# Kanton Lizy-sur-Ourcq
Kanton Lizy-sur-Ourcq is een voormalig kanton van het Franse departement Seine-et-Marne. Het kanton maakte deel uit van het arrondissement Meaux.
 Het werd opgeheven bij decreet van 18 februari 2014 met uitwerking in maart 2015.

## Gemeenten
Het kanton Lizy-sur-Ourcq omvatte de volgende gemeenten:
- Armentières-en-Brie
- Cocherel
- Congis-sur-Thérouanne
- Coulombs-en-Valois
- Crouy-sur-Ourcq
- Dhuisy
- Douy-la-Ramée
- Étrépilly
- Germigny-sous-Coulombs
- Isles-les-Meldeuses
- Jaignes
- Lizy-sur-Ourcq (hoofdplaats)
- Marcilly
- Mary-sur-Marne
- May-en-Multien
- Ocquerre
- Le Plessis-Placy
- Puisieux
- Tancrou
- Trocy-en-Multien
- Vendrest
- Vincy-Manœuvre